# Велдкамп, Ян Фредерик
Ян Фредерик Велдкамп (нидерл. Jan Frederik Veldkamp, 31 марта 1941 — 12 ноября 2017) — нидерландский ботаник.     

## Биография
Ян Фредерик Велдкамп родился в Амстердаме в 1941 году.
С 1967 года он был сотрудником Rijksherbarium, Лейден, отвечающим за раздел Злаков Малайзии.
Велдкамп учился в Лейденском университете, где получил степень доктора философии в 1973 году.
Ян Фредерик Велдкамп совершил экспедицию в Новую Гвинею, после которой он остался в Индонезии до сентября 1972 года.

## Научная деятельность
Ян Фредерик Велдкамп специализируется на семенных растениях.

## Некоторые публикации
- Veldkamp, JF. 1973. A revision of Digitaria Haller (Gramineae) in Malesia Notes on Malesian grasses VI, door Jan Frederik Veldkamp. Blumea 21 (1).
- Veldkamp, JF, MSM Sosef. 1998. A proposal regarding isonyms. 	Taxon 47: 491—492.
- Veldkamp, JF. 2002. Revision of Eragrostis (Gramineae, Chloridoideae) in Malesia. Blumea 47: 157—204.
- Ming-Jer Jung, Jan Frederik Veldkamp, Chang-Sheng Kuoh. 2008. Notes on Eragrostis Wolf (Poaceae) for the Flora of Taiwan. Taiwania 53 (1): 96—102.